# Xenomyia natalensis
Xenomyia natalensis är en tvåvingeart som beskrevs av Zielke 1970. Xenomyia natalensis ingår i släktet Xenomyia och familjen husflugor. Inga underarter finns listade i Catalogue of Life.